# Autobahn Peking–Ürümqi
Die Autobahn Peking–Ürümqi oder Jingxin-Autobahn (chinesisch 京新高速公路, Pinyin Jīngxīn gāosù gōnglù, englisch Jingxin Expressway), chin. Abk. G7, ist eine 2.540 km lange Autobahn in China, die seit 2017 die Hauptstadt Peking mit Ürümqi im nordwestchinesischen Autonomen Gebiet Xinjiang verbindet. 
Bis Bayan Nur in der Inneren Mongolei verläuft die G7 entweder direkt auf der Autobahn G6 oder parallel wenige Kilometer entfernt. 